# Новаля
Новаля (хорв. Novalja) — місто в острівній частині Хорватії, друге за величиною місто острова Паг. Адміністративно належить до Ліцько-Сенської жупанії. Туристичний центр острова.

## Визначні місця
До історичних особливостей цього невеликого острівного містечка належить римський акведук з 1 століття, що сягає в довжину більш ніж 1 кілометр. Крім того, у місті є залишки трьох ранньохристиянських базилік 4 століття. Людей на відпочинку, безумовно, зацікавлять численні галькові пляжі.
У 1999 році приблизно за 5 км на схід від Новалі було відкрито особливу геологічну формацію у вигляді трикутника з бічними сторонами завдовжки 22 і 32 метри відповідно. Цей «Пазький трикутник» (хорв. Paški Trokut) вважається місцем посадки НЛО. Натомість місцеві рибалки розповіли про давнє місце збору, яке було обрано через захопливий вид, що відкривається на острів, Пазький канал та довколишні гори Велебіту.
Приблизно за 2 км на північ від Новалі лежить село Стара Новаля у видовженій бухті, відкритій на північний захід в напрямку острова Раб. До 1970 року тут жили виключно рибалки і винороби. Відтоді неухильно зростає вага туризму, який нині є основною статтею доходу міста. У північній частині бухти розташований населений пункт Дрлянда з поромною гаванню, яка, однак, використовується тільки за сильного вітру бора. На морському дні тут містяться кілька прісноводних джерел.
Недалеко від Новаля є пляж Зрче, відомий як «хорватська Ібіца», що 2009 року одержав блакитний прапор ЮНЕСКО за чистоту води, а дещо далі — пляж Ручица в селі Метайна.

## Населення
Населення громади за даними перепису 2011 року становило 3 663 осіб. Населення самого поселення становило 2 358 осіб.
Динаміка чисельності населення громади:
Динаміка чисельності населення центру громади:

## Населені пункти
Крім поселення Новаля, до громади також входять:
- Цаска
- Гаяць
- Кустичі
- Лун
- Метайна
- Поточниця
- Стара Новаля
- Видаличі
- Зубовичі

## Клімат
Середня річна температура становить 14,80 °C, середня максимальна – 27,44 °C, а середня мінімальна – 2,92 °C. Середня річна кількість опадів – 961,00 мм.
| Клімат поселення                              | Клімат поселення | Клімат поселення | Клімат поселення | Клімат поселення | Клімат поселення | Клімат поселення | Клімат поселення | Клімат поселення | Клімат поселення | Клімат поселення | Клімат поселення | Клімат поселення | Клімат поселення |
| Показник                                      | Січ.             | Лют.             | Бер.             | Квіт.            | Трав.            | Черв.            | Лип.             | Серп.            | Вер.             | Жовт.            | Лист.            | Груд.            |                  |
| Середній максимум, °C                         | 10,43            | 10,58            | 13,11            | 16,64            | 21,45            | 25,34            | 27,44            | 27,43            | 23,34            | 18,95            | 13,88            | 11,21            |                  |
| Середня температура, °C                       | 6,68             | 6,81             | 9,36             | 12,88            | 17,68            | 21,59            | 24,15            | 24,15            | 20,06            | 15,69            | 10,60            | 7,93             |                  |
| Середній мінімум, °C                          | 2,93             | 3,05             | 5,59             | 9,13             | 13,93            | 17,81            | 20,88            | 20,88            | 16,79            | 12,40            | 7,33             | 4,66             |                  |
| Норма опадів, мм                              | 79               | 67               | 67               | 70               | 68               | 64               | 38               | 57               | 111              | 121              | 120              | 99               |                  |
| Середньомісячна швидкість вітру, м/с          | 2.93             | 3.09             | 3.20             | 3.00             | 2.70             | 2.50             | 2.50             | 2.46             | 2.60             | 2.80             | 3.30             | 3.20             |                  |
| Середньомісячна сонячна радіація, кДж/м²·день | 4697             | 7481             | 11034            | 15851            | 20297            | 22226            | 23771            | 20660            | 14969            | 9603             | 5159             | 3986             |                  |
| --------------------------------------------- | ---------------- | ---------------- | ---------------- | ---------------- | ---------------- | ---------------- | ---------------- | ---------------- | ---------------- | ---------------- | ---------------- | ---------------- | ---------------- |
| Джерело:                                      |                  |                  |                  |                  |                  |                  |                  |                  |                  |                  |                  |                  |                  |